# Peri Gilpin
Pour les articles homonymes, voir Gilpin.
Peri Gilpin, née Peri Kay Oldham, est une actrice américaine, née le 27 mai 1961 à Waco (Texas).

## Biographie
Peri Gilpin est la fille d'un météorologue tué à la suite d'un accident de plongée sous marine en 1983. Sa sœur aînée ayant été diagnostiquée cancéreuse, Peri Gilpin consacre beaucoup de temps à la recherche contre cette maladie. Du côté de sa mère, l'actrice a également un frère et une sœur plus jeunes. Elle épouse un artiste le 31 juillet 1999. Leurs jumelles naissent in vitro le 7 mars 2004. Sa collègue Jane Leeves est d'ailleurs marraine de l'une d'entre elles. Elle est le plus connue pour son rôle de Roz Doyle dans la série Frasier.

## Filmographie

### Cinéma
- 1999 : Spring Forward : Georgia
- 2000 : Comment tuer le chien de son voisin (How to Kill Your Neighbor's Dog) : Debra Salhany
- 2014 : Flock of Dudes (en) de Bob Castrone : La mère d'Adam

### Télévision
- 1988 : 21 Jump Street (série télévisée) : Fitzgerald
- 1988 : Almost Grown (série télévisée) : Kim
- 1990 : Matlock (série télévisée) : Leslie Matthews
- 1991 : Flesh 'n' Blood (série télévisée) : Irene
- 1992 : Wings (série télévisée) : Barbara #242
- 1993 : Femmes d'affaires et dames de cœur (Designing Women) (série télévisée) : Jade Herman
- 1993 : Cheers (série télévisée) : Holly Matheson
- 1993-2004 : Frasier (série télévisée) : Roz Doyle
- 1995 : Pride & Joy (série télévisée) : Brenda
- 1995 : Fight for Justice: The Nancy Conn Story (Téléfilm) : Charlotte Parks
- 1996 : The Secret She Carried (Téléfilm) : Ellen Hayward
- 1996 : Demain à la une (série télévisée) : Lenore
- 2000 : Baby Blues (série télévisée) : Mme Brennan
- 2001 : Laughter on the 23rd Floor (Téléfilm) : Carol Wyman
- 2003-2009 : Les Rois du Texas (King of Texas) (série télévisée) : Mary Ellen / Jo Rita / Judy / Gwen St. James (Voix)
- 2006 : Pour le cœur d'un enfant (For the Love of a Child) (Téléfilm) : Sara
- 2005 : Uncommon Sense (Téléfilm) : Tracy
- 2006 : Women of a Certain Age (Téléfilm) : Dianne
- 2007 : Médium (série télévisée) : Diane Benoit
- 2007 : Desperate Housewives (série télévisée) : Maggie Gilroy
- 2007 : New York, section criminelle (saison 7, épisode 8) : Grace Pardue
- 2007 : Side Order of Life (série télévisée) : Celia Hutchinson
- 2007 : La Force du pardon (Crossroads: A Story of Forgiveness) (Téléfilm) : Erin
- 2009-2011 : Championnes à tout prix (Make It or Break It) (série télévisée) : Kim Keeler
- 2011 : Hot in Cleveland (série télévisée) : Taylor
- 2012 : Grey's Anatomy (série télévisée) : Marcy
- 2012-... : Les Experts (série télévisée) : Barbara Russell
- 2013 : Men at Work (série télévisée) : Alex
- 2013 : Modern Family (série télévisée) : Jeannie
- 2013 : Old Guy (série télévisée) : Winnie Kramer
- 2014 : Break a Hip (série télévisée) : Député Merkinstock
- 2014 : La Vie en jeu (The Choking Game) : Heidi
- 2015 : Scorpion: Deputy Director of Homeland Security Katherine Cooper (saison 2)

## Doublage
- 1998 : The Lionhearts (série télévisée) : Lana Lionheart
- 1998 : The Jungle Book: Mowgli's Story (Vidéo) : Raksha the Wolf
- 2001 : Final Fantasy : les Créatures de l'esprit (Final Fantasy: The Spirits Within) : Officier Jane Proudfoot
- 2005 : Le ruban de Moebius (Thru the Moebius Strip) : Caroline Weir
- 2006 : Hellboy : Le Sabre des tempêtes (Hellboy: Sword of Storms) (Téléfilm) : Kate Corrigan
- 2007 : Hellboy : De Sang et de fer (Hellboy Animated: Blood and Iron) (Téléfilm) : Kate Corrigan